# たつづき久美
たつづき 久美（たつづき くみ、旧芸名：たつづきくみ、1948年3月24日 - ）は、日本の女優。兵庫県出身。希楽星所属。
宝塚歌劇団55期生。当時の芸名は沙霧美耶（さぎり みな）。1972年に退団後、ブランクを経て本名のたつづき 久美で活躍中。

## 出演

### テレビドラマ
- 任侠ヘルパー #7中年女性
- 相棒
- どんど晴れ
- 今週、妻が浮気します 羽沢
- 美しい罠
- CAとお呼びっ! 母親
- ハマの静香は事件がお好き4
- せきらら白書

### テレビ
- めちゃ×2イケてるッ!
- こたえてちょーだい 再現ドラマ

### 映画
- ラプソディー
- 赤と黒

### 舞台
- 三文役者はどこへ行く
- からくりお楽
- 喝采・愛のボレロ （帝劇）